# Вернигора Кирило Маркович
Кирило Маркович Вернигора (нар. 17 березня 1877, слобода Бобриківська Міуського округу Області війська Донського, тепер село Бобрикове Антрацитівського району Луганської області — ?) — український радянський діяч, голова Луганського окрвиконкому та голова Луганської міської ради.

## Біографія
Народився в бідній селянській родині. З восьмирічного віку працював у слюсарній майстерні в Ростові-на-Дону, був 5 років учнем столяра, потім столяром на будівництві Ростовської електростанції. У 1897 році переїхав до Луганська, де працював столяром.
У 1899 році мобілізований до російської імператорської армії, служив у артилерії Севастопольській фортеці, з 1902 року — в Санкт-Петербурзькій артилерійській школі нестройовим токарем-майстровим.
Після демобілізації повернувся до Луганська, з 1905 року працював столяром в Луганських залізничних майстернях, займався самоосвітою.
Член РСДРП(б) з березня 1917 року.
У березні 1917 року обраний головою залізничного революційного комітету Луганська, у червні 1917 року — головою залізничної профспілки, в серпні 1917 року був висунутий кандидатом в депутати Луганської міської думи за списком РСДРП(б).
Після німецького вторгнення в квітні 1918 року був заарештований і до серпня 1918 року перебував у в'язниці. Після звільнення переховувався на Козловській копальні, працював столяром. Із-за перерви в партійному стажі в грудні 1918 року був вимушений повторно вступати в РКП(б).
З березня 1919 року — секретар Луганського повітового комітету КП(б)У, учасник Луганської оборони. Був евакуйований до Москви, потім направлений в Оренбург, де працював профуповноваженим місцевих залізничних майстерень. У квітні 1920 року повернувся до Луганська, працював агітатором повітової надзвичайної комісії.
З 1 червня 1920 року — завідувач відділу залізничного політвідділу, з грудня 1921 по вересень 1924 року — на керівній роботі на залізниці в Луганську.
З 15 вересня 1924 року — голова Луганського окружного бюро професійних спілок.
З 21 листопада 1925 по січень 1926 року — голова виконавчого комітету Луганської окружної ради та голова Луганської міської ради.
2 лютого 1926 року повернувся на роботу в Луганські залізничні майстерні.
Подальша доля невідома.